# Shmuel Tiktinsky
Shmuel Tiktinsky est le fondateur en 1814 ou 1815 ou en 1817 de la yechiva de Mir, en Pologne, aujourd'hui en Biélorussie.

## Biographie
Shmuel Tiktinsky fonde en 1814, ou en 1815 ou en 1817 la yechiva de Mir en Pologne, aujourd'hui en Biélorussie,.
Il est le père du rabbin Chaim Yehuda Leib Tiktinsky, Ce dernier est l'époux de Taube Tiktinsky.  Chaim Yehuda Leib Tiktinsky et Taube Tikinstsky sont les parents de du rabbin Avrohom Tiktinsky, Rosh Yeshiva de Mir, de Mina Shapiro-Lapidus et de Shmuel Tiktinsky. Shmuel (Samuel) Tinktinsky est mort en 1883.
Le rabbin Chaim Yehuda Leib Tiktinsky est né le 13 octobre 1823 à Mir, en Biélorussie et est mort le 30 mars 1899 à Varsovie en Pologne.
Chaim Yehuda Leib Tiktinsky est le Rosh Yeshiva de Mir de 1824 à 1899.